# Віті-Леву
Віті-Леву (англ. Viti Levu) — найбільший острів Фіджі, розташований в групі Віті-Леву у Тихому океані. На місцевій мові Віті-Леву — «Великий острів». Віті — «острів», в спотвореному вигляді — це Фіджі.

## Географія

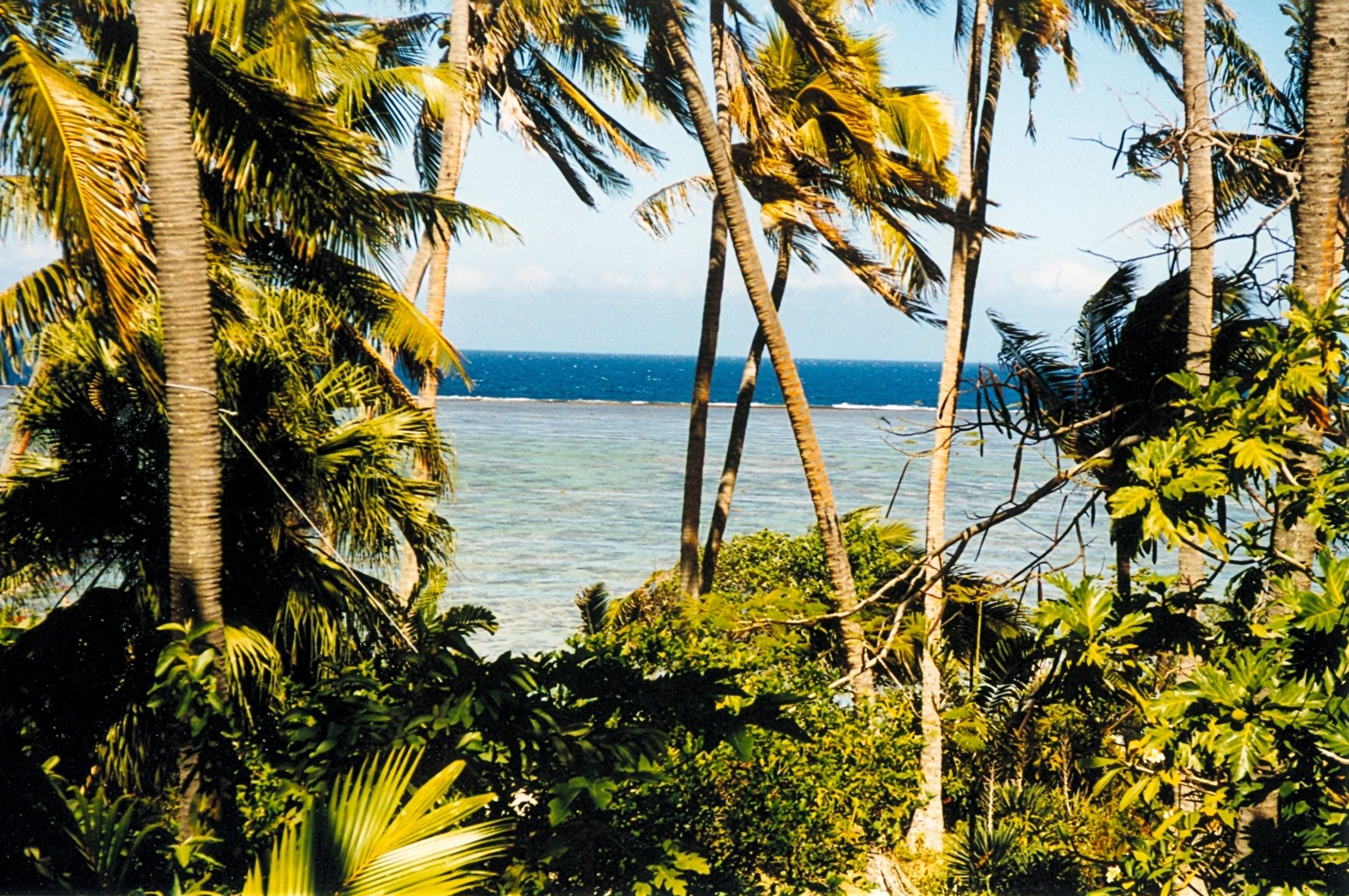
Пляж Коротого, Коралове узбережжя.

Площа острова становить 10 338 км². Довжина із заходу на схід — 146 км, ширина з півночі на південь — 106 км. Віті-Леву є шостим за площею островом Океанії після Тасманії (належить Австралія), Північного і Південного островів (Нова Зеландія), Гаваї та Нової Каледонії. Найближчий материк, Австралія, знаходиться в на відстані 2 700 км. На північ від острова розташовано море Блая, від сусіднього острова Вануа Леву він відокремлений протокою Лату-і-ра, від сусідніх дрібних островів на півдні — протокою Кандаву. На північний схід від Віті-Леву знаходиться група дрібних островів Ясава. 
Острів має змішане вулканічне і материкове походження. Поверхня Віті-Леву порізана (викликано вулканічними виверженнями і землетрусами), а у центрі розташований гірський хребет, що розділяє острів на дві рівні частини. Найвища точка Віті-Леву та одночасні і свієї країни Фіджі — гора Томаніїві (1 324 метри над рівнем моря). 
Острови Фіджі входять в зону субекваторіального клімату. Середньорічна температура — 24—29 °C. Кількість опадів — 2 000-3 000 мм в рік. Погода майже не змінюється за сезонами, лише зима сухіша. На самому Віті-Леву клімат такий же, як на інших островах, відрізняється клімат на навітряній стороні (вологіший), і на підвітряній стороні (сухіший). Острів схильний до дії тропічних циклонів і пожеж. Флора Віті-Льову доволі різна. Низовини, як і гірські хребти, покриті дощовими лісами. Зустрічаються мангрові чагарники.

## Населення

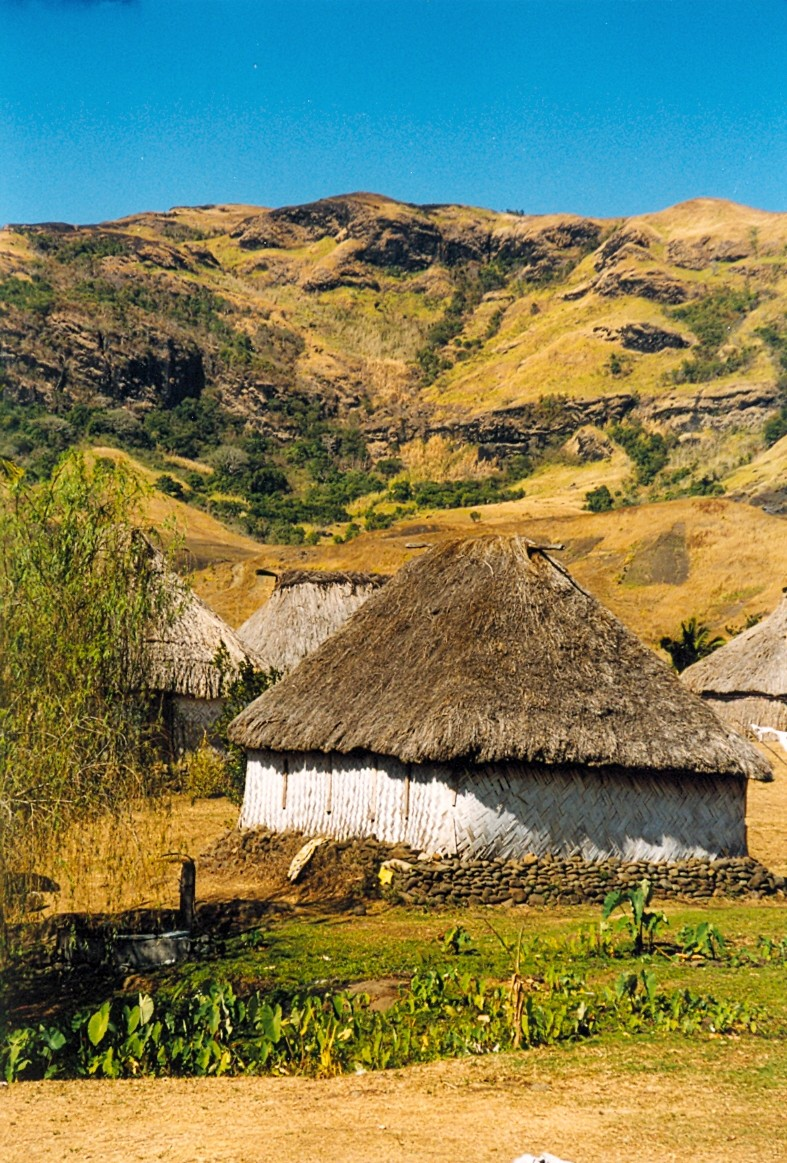
Високогірне селище

На острові розташована столиця республіки Фіджі, Сува у якому проживає 88 271 жителів. Друге за величиною місто — Нанді (Наді), з аеропортом, в трьох годинах їзди від Суви. У західній частині Віті-Леву вирощується цукрова тростина, в східній — молочне скотарство. На острові розташовані вісім з чотирнадцяти провінцій Фіджі. Провінції Мба, Надрога-Навоса і Ра входять до складу Західного округу, а Наїтасірі, Намосі, Рева, Серуа і Таїлеву — до складу Центрального округу. На Віті-Леву проживає значна діаспора вихідців з Індії.